# Silvia Verdone
Silvia Verdone (Roma, 5 febbraio 1958) è una produttrice cinematografica e produttrice teatrale italiana.

## Biografia
Figlia dello storico del cinema Mario Verdone, sorella dell’attore e regista Carlo e del regista Luca, sul finire degli anni settanta esordisce con una breve esperienza televisiva come signorina buonasera per l'allora appena nata Rete 3 della Rai. Nel 1980 sposa l'attore Christian De Sica, conosciuto quando lei aveva 14 anni e lui era compagno di classe del fratello Carlo; dal loro matrimonio nascono i figli Brando e Maria Rosa. Successivamente si dedica alla famiglia. È soltanto verso gli anni novanta che ritorna a vita pubblica iniziando l’attività di produttrice, tra l'altro delle pellicole 3 e Simpatici & antipatici, ambedue dirette dal marito, e dello spettacolo teatrale Parlami di me.

## Filmografia
- 3, regia di Christian De Sica (1996)
- Simpatici & antipatici, regia di Christian De Sica (1998)

## Teatro
- Parlami di me, regia di Marco Mattolini (2006-2008)